# Rings of Medusa
Rings of Medusa è un videogioco di ruolo e strategico pubblicato nel 1989-1990 per i computer Amiga, Atari ST, Commodore 64 e MS-DOS dall'editrice tedesca Starbyte. Il gioco si svolge in un mondo fantasy ed è basato sul commercio e sull'arruolamento di eserciti oltre che sul controllo di un personaggio.
Uscì un seguito nel 1991, The Return of Medusa, ma solo per i computer a 16 bit. Nel 1994 uscì un remake per Amiga e DOS, R.O.M. Gold: Rings of Medusa, migliorato soprattutto dal punto di vista di interfaccia e aspetto.

## Trama
La regina dei demoni Medusa ha invaso con le forze del male il regno di Morenor. L'avventura inizia dopo la caduta del castello del re. L'erede al trono Cirion, fuggito e rimasto solo, per riconquistare la sua terra deve formare un esercito mercenario e rintracciare cinque anelli che gli consentiranno di evocare Medusa e affrontarla in una battaglia finale. Per finanziare l'impresa Cirion deve arricchirsi in vari modi viaggiando tra le città di Morenor, formato da un continente e tre isole, due delle quali nascondono un anello.

## Modalità di gioco
La schermata principale mostra una mappa del territorio circostante, con insediamenti e tipi di terreno, che può scorrere in tutte le direzioni man mano che Cirion si sposta. L'area totale è grande, ma comprende anche molto mare; vengono indicate latitudine e longitudine attuali. Sulla mappa il giocatore controlla una sola unità che rappresenta Cirion con tutto il suo seguito di mezzi mercantili e soldati. Le unità altrui sono visibili solo a distanza più o meno ravvicinata, in base a quanti esploratori si possiedono. Il movimento avviene in tempo reale, mentre un calendario indica i giorni che scorrono, ma non ci sono limiti di tempo per completare il gioco. Nelle versioni a 16 bit, quasi uguali tra loro, si seleziona con il mouse il punto verso cui muovere Cirion, mentre nella versione Commodore 64, graficamente più limitata, la mappa è divisa in caselle nello stile di Ultima e ci si muove direttamente con il joystick. In tutte le versioni è disponibile un sistema di comandi a icone in basso.
Molte città sono inizialmente sotto il controllo di Medusa e non è possibile entrarvi. Quando si entra in una città libera viene mostrato un ingrandimento del suo interno, uguale per tutte le città, con i vari edifici. Si clicca su un edificio (anche su Commodore 64 si ha un puntatore, mosso dal joystick) per accedere al menù con le sue funzioni specifiche. Ogni città dispone di magazzino per la compravendita di merci, banca, tempio, parco, caserma, scuderia, armeria, pub, gioielleria, palazzo, e porto se è marittima.
La tipica fonte di guadagno è il commercio, che frutta acquistando vari tipi di merci nelle città dove costano poco e rivendendole dove valgono molto. I prezzi non sono inizialmente noti e possono anche variare col tempo. Per un commercio redditizio possono essere necessari lunghi viaggi tra le città, servendosi di carri che hanno capienza limitata. Progredendo nel gioco si potranno anche acquistare navi mercantili. La propria carovana in viaggio potrebbe essere attaccata da banditi, specie se non si dispone di esploratori per avvistarli da lontano; se non si ha una scorta di soldati, o se si viene sconfitti, si perdono tutti i beni trasportati ma si conservano i carri.
Ci sono poi altri metodi di guadagno. Nel pub si può giocare d'azzardo a un gioco simile al blackjack. Con i soldati si possono assaltare le carovane altrui, ma a lungo andare si rischia l'ostilità delle città di provenienza delle carovane. Si può rapinare una banca impunemente, ma poi non si avranno più i servizi di deposito e prestito da nessuna banca. Sulla mappa, con specifiche ricerche degli esploratori, è possibile trovare tesori nascosti oppure giacimenti sui quali installare miniere che producono preziosi da rivendere in città. Indizi sulle coordinate di questi luoghi si possono imparare nei templi.
Il reclutamento di soldati avviene nelle città. L'esercito richiede anche equipaggiamento e addestramento per migliorarne le capacità, e il pagamento mensile degli stipendi. Oltre ad attaccare carovane e difendere la propria, un discreto esercito permette di conquistare città ostili e poi lasciarvi parte delle truppe in difesa. La conquista di città, oltre a fornire ricchezze immediate, permette di riscuotere tasse dal palazzo. Ci sono anche castelli sulla mappa, che una volta conquistati diventano centri di addestramento per le truppe. I soldati da arruolare possono appartenere a varie razze: i più comuni umani non hanno particolarità, mentre altre creature come halfling e gnomi hanno caratteristiche variabili ed eccellono in qualche campo specifico. Il tipo di forze inoltre può essere fanteria, cavalleria, artiglieria, esploratori, cavalieri di draghi, maghi, arcieri. Quando avviene un combattimento la risoluzione è automatica e progredisce gradualmente in tempo reale, mentre il giocatore può solo ordinare ai vari tipi di forze di avanzare o di ritirarsi. Può essere possibile anche vincere evitando il combattimento, tentando la strada della corruzione o del bluff.
Anche le navi, oltre che mercantili, possono essere da guerra. Le forze sono date dal numero totale di cannoni. I combattimenti navali si svolgono con un minigioco dove si regola manualmente il tiro di un cannone.
Gli anelli necessari per l'obiettivo finale vanno individuati raccogliendo informazioni e si ottengono attraverso il ritrovamento di tesori o le conquiste militari. Il possesso di ciascun anello conferisce anche abilità speciali, ad esempio più forza in combattimento o la possibilità di conoscere i prezzi delle merci a distanza.
Esistono edizioni del gioco in inglese, tedesco e, almeno nella versione Amiga, francese.
C'è la possibilità di salvare la partita su disco.